# Södra Möre, Norra Möre, Stranda och Handbörds domsaga
Södra Möre, Norra Möre, Stranda och Handbörds domsaga var en domsaga i Kalmar län som bildades 1680. Den delades upp 1772 i Norra Möre, Stranda och Handbörds domsaga och Södra Möre domsaga.
Domsagan lydde under Göta hovrätt.

## Tingslag
- Södra Möre tingslag
- Norra Möre tingslag
- Stranda tingslag
- Handbörds tingslag

## Häradshövdingar
- 1680–1687 Erik Ehrenklo
- 1687–1705 Nils Ströman
- 1705–1724 Johan von Strokirch
- 1724–1740 Esaias Klint
- 1740–1743 Johan Lagerman
- 1743–1763 Georg Swebilius
- 1763–1773 Jonas Papke